# Antoni Żychliński

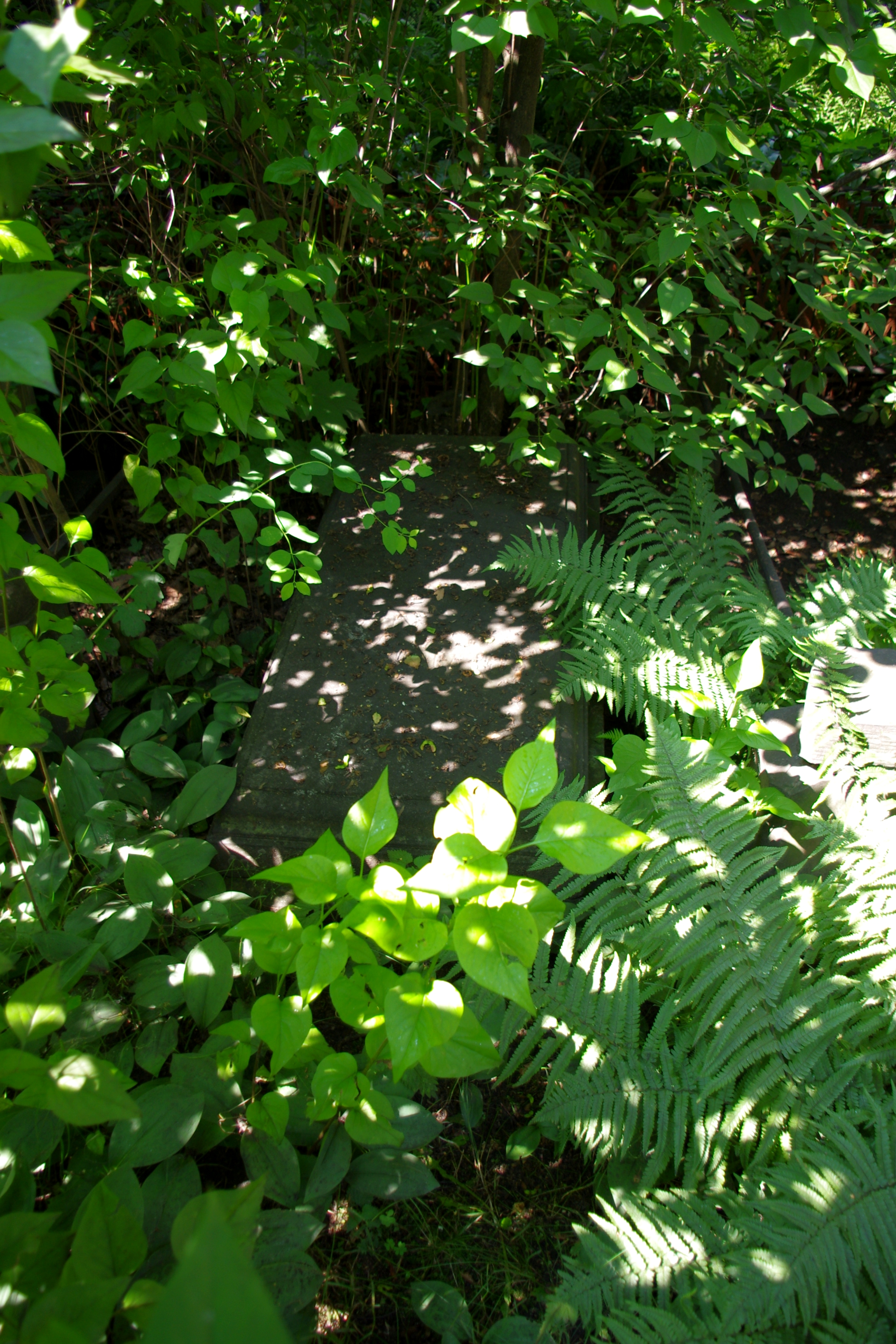
Grób ministra Antoniego Żychlińskiego przed renowacją

Antoni Żychliński (ur. 16 maja 1874 we wsi Mogilnica, zm. 23 lipca 1929 w Otwocku) – polski prawnik, działacz państwowy.

## Życiorys

### Wczesne lata
Był synem Waleriana i Ludwiki z domu Mogielnickiej. Kształcił się w rządowym gimnazjum w Siedlcach, które ukończył w 1893 r. Następnie studiował na Wydziale Prawnym Cesarskiego Uniwersytetu Warszawskiego. Po odbyciu aplikacji w Sądzie Okręgowym w Lublinie, w 1901 r. rozpoczął praktykę adwokacką Specjalizował się w sprawach cywilnych.

### Wielka Wojna
Brał udział w budowaniu struktur polskiego sądownictwa w Lublinie po ustąpieniu Rosjan (od 1915). Kolejno przez Centralny Komitet Obywatelski został nominowany na prokuratora Trybunału Lubelskiego. W 1917 r. został prokuratorem w Sądzie Okręgowym, a rok później w Sądzie Apelacyjnym w Lublinie.

### II Rzeczpospolita
Rok po odzyskaniu przez Polskę niepodległości, przeniósł się do Warszawy, gdzie w czerwcu 1919 r. został podprokuratorem Sądu Najwyższego Izbie I Cywilnej.
Podczas wojny  polsko-bolszewickiej pełnił stanowisko komisarza cywilnego przy Wojskowym Gubernatorze Warszawy
W 1922 r. otworzył kancelarię notarialną przy ul. Smolnej w Warszawie.
17 listopada 1924 r. został powołany na funkcję ministra sprawiedliwości w gabinecie Władysława Grabskiego. Żychliński jako minister koncentrował się na unifikacji sądownictwa, czy poprawie warunków materialnych jego pracowników. Wprowadzono przedłużenie nominacji sędziowskich przy skróconym okresie aplikacji. Ponadto dokonano nowelizacji prawa postępowania cywilnego m.in. w apelacji warszawskiej, czy kodeksu handlowego na terenie byłego zaboru austriackiego. Minister był inicjatorem prac nad ustawą o prawie autorskim oraz wprowadził zasady implementujące postanowienia w zakresie działania sądów i prokuratur, w ramach zawartego konkordatu ze Stolicą Apostolską. Żychliński pierwszy z ministrów sprawiedliwości wyznaczył swoich reprezentantów do Komisji Kodyfikacyjnej.
Minister był krytykowany za spór do jakiego doszło, w sprawie wydania na żądanie prokuratury posłów komunistycznych. Ponadto słabo radził sobie z nadużyciami w policji politycznej. Odpowiedzią Żychlińskiego na problemy, było przygotowanie projekt ustawy o instytucji sędziego śledczego do spraw wyjątkowego znaczenia. Jednakże inne kwestie były poddawane krytyce, jak stan więziennictwa, przewlekłości postępowań, czy ucieczka komunisty Juliana Leszczyńskiego z poczekalni sędziego śledczego.
Po upadku rządu Grabskiego, rozpoczął pracę jako notariusz przy Sądzie Okręgowym w Warszawie.
Oprócz spraw politycznych, zasiadał w licznych kołach, czy komitetach : Lubelskie Towarzystwo Dobroczynności, Koło Siedlczan, czy Komitet Automobilklubu Polski.
Zmarł 23 lipca 1929 r. w Otwocku. Został pochowany na warszawskim cmentarzu ewangelicko-reformowanym przy ul. Żytniej w Warszawie (F/6/3).

W 2022 z inicjatywy premiera Mateusza Morawieckiego, grób Antoniego Żychlińskiego został odnowiony. Cały projekt został zrealizowany przez Fundację Dziedzictwa Kulturowego we współpracy z Kancelarią Prezesa Rady Ministrów.

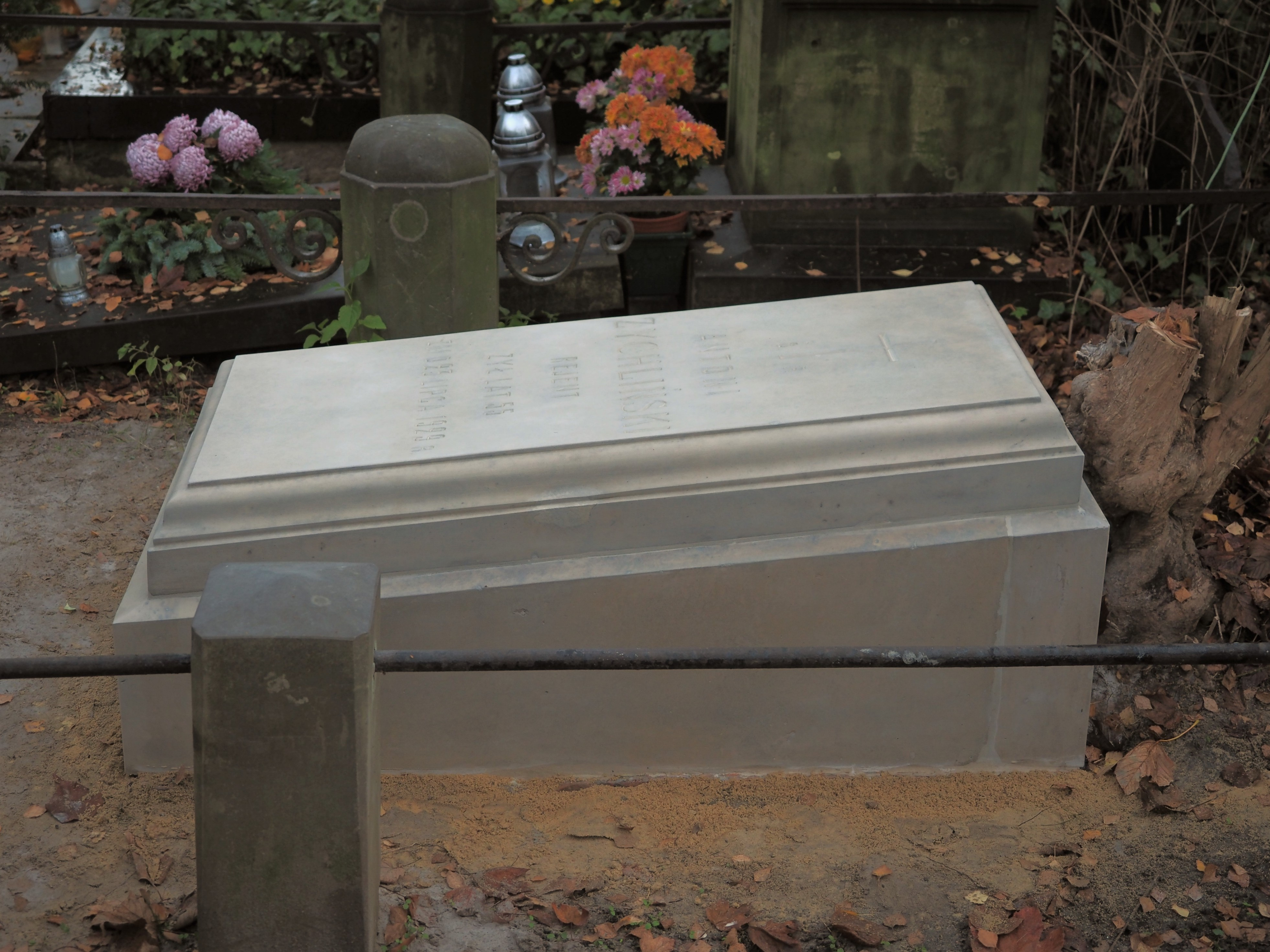
Grób ministra Antoniego Żychlińskiego po renowacji w 2022

## Ordery i odznaczenia
- Krzyż Oficerski Orderu Odrodzenia Polski – 2 maja 1923 „w uznaniu zasług, położonych na polu organizacji sądownictwa w Rzeczypospolitej Polskiej”[5][6]